# 1397.
◄ | 13. stoljeće | 14. stoljeće | 15. stoljeće | ►
◄ | 1360-ih | 1370-ih | 1380-ih | 1390-ih | 1400-ih | 1410-ih | 1420-ih | ►
◄◄ | ◄ | 1394. | 1395. | 1396. | 1397. | 1398. | 1399. | 1400. | ► | ►►
Arhitektura • Astronomija • Glazba • Knjige • Književnost • Kršćanstvo • Medicina • Pravo • Promet • Slikarstvo • Znanost

## Rođenja
- Johannes Gutenberg – njemački tiskar, izumitelj tipografije u Europi († 1468.)

## Vanjske poveznice
|  | Zajednički poslužitelj ima još gradiva o temi 1397. |